# Казаково (Невельский район)
Казаково — деревня в Невельском районе Псковской области России. Входит в состав сельского поселения «Лёховская волость».
Находится в 5 верстах к северу от деревни Лёхово и примерно в 31 версте к юго-востоку от города Невеля.

## Население
Численность населения деревни на конец 2000 года составляла 16 жителей.